# Virendra Pal Singh
Virendra Pal Singh es un diplomático de carrera indio, retirado.
- Bajo la guía de su padre, aprendió las lenguas y escrituras religiosas en la primera infancia y en 1950, se licenció en Ciencias de la Religión hindúes de una escuela para adultos!
- El 29 de junio de 1962 fue seleccionada, por concurso, para unirse al Indian Foreign Service.
- De 1963 a 1966 fue Ataché de prensa adjunto en Damasco (Siria).
- De 1966 a 1970 fue primer secretario de embajada en Beirut (Líbano).
- De 1972 a 1974 fue empleado en Rangún (Myanmar).
- De 1974 a 1976 tenía Execuátur como Cónsul General en Zanzíbar.
- De 1977 a 1979 tenía Execuátur como Cónsul General en Sídney.
- De 1980 a 1983 fue embajador en Conakri (Guinea) con acreditación en Bamako (Mali).
- De 1983 a 1986 fue ministro de embajada en Moscú (Unión Soviética)
- De 1986 a 1989 tenía Execuátur como Cónsul General en Toronto.
- De 1990 a 1992 fue embajador en Jartum (Sudán)
- De 1992 a 1994 fue secretario de enlace en el Ministerio de Asuntos Exteriores (India))
- De 1994 al 14 de mayo de 1996 fue embajador en Caracas. A partir del 27 de junio de 1995 tenía Execuátur como Cónsul General en Willemstad (Curazao).[1]
- Del 14 de mayo de 1996 a abril de 1998 fue embajador en La Habana.
- Se retiró del servicio en abril de 1998.

## Obra
- Romanaagarii y guiones SARAL